# Jaco Pastorius (альбом)
Jaco Pastorius — одноименный LP американского бас-гитариста Джако Пасториуса, спродюсированный сооснователем группы Blood, Sweat & Tears Бобби Коломби и включающий в себя в основном оригинальные композиции в разных стилях, был выпущен на Epic Records в 1976 году, и является первой официальной записью, носящей имя басиста. Джако Пасториус дебютировал сольно незадолго до присоединения к джаз-фьюжн группе Weather Report. По общему признанию критиков и коллег-музыкантов, его виртуозная игра на безладовом электробасе произвела сенсацию во второй половине 1970-х, и он был столь же креативен как композитор, сколь и техничен как бас-гитарист.

## История создания
Будучи в основном самоучкой, к 22-м годам Джако Пасториус уже преподавал бас-гитару в Университете Майами, где он подружился с гитаристом Пэтом Метени. В это время Джако часто играл в клубе Bachelors III в Форт-Лодердейле. В середине 1975 года Blood, Sweat & Tears были приглашены в клуб, и Джако познакомился с Бобби Коломби, барабанщиком BS&T, будущим продюсером пока ещё ненаписанного альбома Джако. Коломби, которому глава A&R в Epic дал добро на поиск новых талантов, попросил Джако дать прослушать материал для возможного сольного альбома — и был поражен результатами. События развивались быстро, и через два месяца Коломби привёз Джако в Нью-Йорк для записи его одноименного дебютного альбома в Camp Colomby Studios. Когда Джако записывал свой первый сольный альбом, он принял  решение писать настоящие песни для всей группы, а не просто записывать множество басовых соло.
К нему в студии присоединились некоторые из самых знаменитых джазовых музыкантов того времени: клавишник Херби Хэнкок, саксофонисты Уэйн Шортер, Дэвид Сэнборн, Майкл Брекер, флейтист Хьюберт Лоус, барабанщики Ленни Уайт и Нарада Майкл Уолден, а также легенды соула/R&B Сэм и Дэйв.

Каждый из них хороший музыкант. Они очень крутые ребята. Никто из них не мешал, чему я очень рад, потому что многие музыканты не будут выкладываться на полную, если только это не их запись. Ни один из них не вел себя подобным образом. Оглядываясь назад, могу сказать, что музыка заставляла каждого проявлять лучшие свои качества. Я просто сказал: «Давайте сыграем!»— Джако Пасториус, интервью Тони Бэйкону (1976)
Jaco Pastorius, выпущенный в августе 1976 года, по мнению онлайн-издания All About Jazz является витриной невероятных талантов басиста и свидетельствует о его зрелости как композитора. Газета The New York Times считает, что этот альбом, в который вошли его фирменные оригинальные композиции «Continuum» и «Portrait of Tracy», а также головокружительная кавер-версия «Donna Lee», утвердил Пасториуса как восходящую силу. По мнению журнала Rolling Stone, дебютный альбом Джако, в котором он с легкостью играл быстрый бибоп и блистал звонкими гармониками, установил новый стандарт виртуозности электробаса.

## Об альбоме
Диапазон музыки, которую охватывает альбом, варьируется от джаза до соула, от самбы до афробита, придавая всему этому безошибочный почерк Джако Пасториуса. Журнал DownBeat пишет, что Джако ворвался на сцену с полностью зрелым и  успешным композиторским талантом, который черпает в равных пропорциях из джаза, современного ритм-энд-блюза, классики и музыки Карибского бассейна, от регги-риффов Кингстон-Тауна до барабанных групп Тринидада. По мнению американской радиостанции KNKX, альбом продемонстрировал замечательную коллекцию басовых приёмов Джако, каждый его трек был шедевром. 

### Donna Lee
Пластинка открывается виртуозным дуэтом баса Джако и конги Дона Элиаса в интерпретации классики бибопа «Donna Lee», авторство которой приписывают или Чарли Паркеру, или Майлзу Дэвису. Пасториус заменяет традиционную быструю саксофонную фразировку плавными, мелодичными линиями, показывая, что бас может быть самостоятельным сольным инструментом. Это произведение журнал Billboard считает одной из его визитных карточек, демонстрацией его абсолютного владения джазовым языком. Пэт Метени сказал: «Поразительно, что этот номер был сыгран с фразировкой, похожей на духовые, которая ранее была неизвестна для бас-гитары — не говоря уже о том, что это едва ли не самое модное начало дебютного альбома в истории записанной музыки».

### Come On, Come Over
Настоящее воплощение джаз-фанка, «Come On, Come Over», вторая песня альбома. В ней представлен легендарный соул-дуэт Сэм и Дэйв, каждый из которых исполняет свои вокальные партии. На клавишных Rhodes и Hohner играет Херби Хэнкок, в то время как Brecker Brothers добавляют взрывное звучание духовых инструментов. Журнал Billboard считает, что это одна из немногих песен, структура которой с глубокими, пульсирующими басовыми партиями, доминирующими в ритме, похожа на классическую фанк-пьесу, но украшена уникальным подходом Жако Пасториуса, сочетающим в себе мощь, точность и неповторимое чувство спонтанности.
По мнению издания Mixdown Magazine, включившего «Come On, Come Over» в свой список «Лучших джаз-фанковых джемов всех времён», Джако сделал бас центром этой песни и полностью переосмыслил его роль в фьюжн-группе. Басовый рифф в этом треке цепляет, и его резкая линия в припеве воплощает искусство игры на басу в стиле джаз-фанк. Журнал Bass Player, включивший линию баса из этой композиции в свой список «40 лучших басовых партий всех времен», пишет: «Эта песня, расслабленная фанк-соул-тренировка, в которой его басовая линия выделяется, но не подавляет. Частично сыгранная в унисон с электроорганом, эта спиральная, энергичная линия одновременно и драйвит, и цементирует песню».

### Continuum
Эта пьеса, сочинённая Джако — текучая, мелодичная и выразительная, исполненная с особой свободой. Обозревать журнала JazzTimes отмечает его поистине удивительное чувство гармонической красоты и фразировки, не только в его соло, но и в его композиции. Структура композиции проста, но мелодичные басовые партии очень выразительны. По мнению журнала Billboard, она переносит слушателя в своего рода внутреннее путешествие благодаря мелодии, которая колеблется и развивается естественным и плавным образом. «Continuum» — прекрасный пример эмоциональной глубины, которой Джако Пасториус мог достичь в своих песнях.
В интервью Тони Бэйкону Джако поделился секретом своего уникального звучания в этом треке, особо отметив, что он не использовал никаких эффектов: «Я сыграл всю мелодию дважды, нота в ноту — вот как я это сделал. Все думают, что у меня есть вся электроника, но я не использую никаких педалей, никакой электроники. Всё в моих руках. Но в той конкретной мелодии я сыграл всю мелодию нота в ноту дважды, соло и все такое. Это просто уникальный материал. Я просто хотел, чтобы это звучало, как поют два парня». 

### Kuru / Speak Like a Child
Это номер в латиноамериканском стиле с быстрой аппликатурой и Херби Хэнкоком на клавишных, Доном Элиасом на конгах и барабанщиком Бобби Эконому. В этом треке большая группа струнных инструменталистов из шести скрипачей, трех виолончелей и трех альтов создала плотную оркестровую основу для сопровождения дуэли бас-гитары Джако и фортепиано Херби Хэнкока. Обозреватель газеты Ann Arbor Sun отмечает в этой композиции соло Джако, которое демонстрирует его невероятное владение гармониками (высокие звенящие ноты, получаемые легким прикосновением к струне, не полностью нажимая на нее левой рукой). Он играет великолепные одиночные ноты и насыщенные аккорды, которые звучат как электропианино.

### Portrait of Tracy
Баллада «Portrait of Tracy» — оригинальная сольная пьеса для электробаса, посвященная жене Джако Трейси Секстон, завершает первую сторону пластинки. Это одна из самых известных мелодий альбома, в которой Джако с помощью калейдоскопа низкочастотных гармоник всего за две с половиной минуты впечатляющей игры на электробасе нарисовал картину, которая одновременно нежна и сложна. По мнению журнала Billboard, «Portrait of Tracy» — одна из самых эмоциональных и поэтических песен Пасториуса. Произведение похоже на фортепианное арпеджио, но играется исключительно на басу. Оно демонстрирует музыкальную чувствительность и новаторский подход Джако к инструменту, подчеркивая его способность превращать бас в средство чистого самовыражения.
Журнал Guitar World, включивший линию бас-гитары из этого номера в свой рейтинг «20 величайших басовых соло всех времён», считает, что «Portrait of Tracy» запечатлел Пасториуса на пике его возможностей. Соло на басу — записанное без наложений или исправлений — это идеальный способ познакомиться с миром гармоник Джако. 

### Opus Pocus
Вторая сторона открывается «Opus Pocus» — фанковой композицией с начальной басовой партией в стиле world music. Уэйн Шортер вносит свой вклад в зажигательное соло на сопрано-саксофоне под аккомпанемент Херби Хэнкока. Влияние музыкальных ритмов Карибского моря также было частью натуры Джако, и звук стальных барабанов стал отличительной чертой этого номера.

### Okonkolé Y Trompa
Композиция «Okonkole Y Trompa», написанная в соавторстве с Доном Элиасом — это рефлексивная, меланхоличная пьеса, основанная на афро-кубинских ритмах перкуссии Элиаса, звучащей под воздушную медитацию валторны, на которой играет Питер Гордон. По мнению обозревателя National Public Radio, она отражает инь и ян сущности Джако: вывод баса на новые звуковые границы с чрезвычайно эмоциональным чувством мелодии и красоты.

### (Used to Be a) Cha-Cha
Ещё одна оригинальная композиция, написанная Джако, с действительно уникальным латинским грувом, сочетающая смелую аранжировку и эклектичный набор музыкальных стилей. Обозреватель журнала JazzTimes считает, что эта пьеса — ещё один прекрасный инструмент для соло Джако. Композиция включает потрясающее соло на флейте-пикколо Хьюберта Лоуза. Херби Хэнкок также исполняет своё соло на клавишных, а барабанная игра Ленни Уайта особенно хороша в этой версии.

### Forgotten Love
Завершающая альбом пьеса «Forgotten Love» представляет чувствительное фортепиано Хэнкока, укрытое в  аранжировке струнного хора из множество скрипок, виолончелей и альтов. И хотя Джако сочинил номер, в то же время он знал, когда нужно отойти на второй план и позволить проявиться своему мастерству аранжировщика в камерной музыке «Forgotten Love». Именно Херби Хэнкок на самом деле находится в центре внимания, представляя нежное, сентиментальное исполнение на фортепиано.  

## Релиз и признание
Альбом Jaco Pastorius был выпущен лейблом Epic Records в августе 1976 года и вызвал положительную реакцию в профессиональном сообществе. Диск оказал большое влияние на развитие жанра, со временем он был признан классическим и включен в многочисленные списки лучших альбомов стиля джаз-фьюжн. В 1977 году альбом был номинировали сразу на две премии «Грэмми» в категориях «Лучший джазовый инструментальный альбом года» и «Лучшее джазовое сольное исполнение (инструментальное)» за композицию «Donna Lee». В 2000 году ремастированное переиздание Jaco Pastorius поднялось до 29-й позиции в UK Jazz & Blues Albums Chart.
По мнению онлайн-издания No Treble, дебют Джако  был не просто демонстрацией его способностей — это было произведение искусства, которое смешало фанк, джаз и классические влияния со смелостью, на которую способен только молодой, бесстрашный артист. Газета LA Weekly в своём обзоре пишет: «Этот альбом не только о том, как играть тысячу нот за такт; это обширная коллекция стилей и жанров, которая продолжала оказывать глубокое влияние в 70-х и 80-х годах. Она открыла множество возможностей как в коммерческом, так и в музыкальном плане для джазовых музыкантов». 
Журнал Bass Player считает, что Jaco Pastorius был и остается альбомом, вызывающим благоговение: «С его простым, завораживающим портретом на обложке, фантастическими слоями инструментов и тёплым продакшеном, льющимся из каждой песни, это пластинка, которую должен иметь каждый бас-гитарист».
Крупнейшая музыкальная база Discogs включила Jaco Pastorius в рейтинг «20 важнейших джаз-фьюжн записей». Обозреватель Брендон Осли считает, что одноимённый дебют Джако Пасториуса 1976 года ознаменовал официальное прибытие уникального виртуоза и композитора, который навсегда изменил безладовый электрический бас. «Отточив свои навыки с различными исполнителями, включая Пэта Метени, Джони Митчелл и Weather Report, Пасториус доказал своё мастерство в разных стилях в этом выдающемся дебюте».
Онлайн-журнал Jazz Views, включивший Jaco Pastorius в свой список «10 самых известных альбомов джаз-фьюжн», пишет: «Этот дебютный альбом под его собственным именем включает в себя потрясающую „Donna Lee“, в которой Пасториус использует гармоники. „Kuru/Speak Like A Child“ снова демонстрирует мастерство Джако на басу вместе с его оркестровкой и аранжировкой, а также оставляет место для замечательного соло Херби Хэнкока, и столь же эффектно сочинение Пасториуса на „Okonkolé Y Trompa“ для баса, валторны и перкуссии. Впечатляющий дебютный альбом, выдержавший испытание временем».
Электронный журнал Treble, составивший историю джаз-фьюжн в 30 основных альбомах, считает, что композиция «Portrait of Tracy», возможно, величайшая сольная басовая пьеса всех времен, сделавшая для виртуозности на инструменте то, что «Eruption» сделает для гитары только два года спустя. Другие треки, такие как интерпретация бибопового стандарта «Donna Lee» или невероятно глубокий грув в «(Used To Be A) Cha-Cha» с участием Херби Хэнкока и Ленни Уайта, демонстрируют басиста, чьи навыки простирались далеко за пределы простого шреда, до мастера заводного фанка и джазового ритма.
Музыкальный критик Пьеро Скаруффи дал положительную оценку альбому, написав в своей рецензии: «Jaco Pastorius стал одним из самых новаторских альбомов, когда-либо записанных басистом с безумной инструментальной техникой. Его соло в высоких регистрах и жирные, окрашенные тона, которые часто переходили в его характерный „рык“, а плотные аккорды и гармоники, сочетали ритмическую и текстурную игру на одном инструменте. Альбом не только популяризировал безладовый электрический бас, но и превратил бас в один из самых выразительных инструментов эпохи фьюжн».

## Список композиций
Автор всех композиций Джако Пасториус, кроме отмеченных отдельно
| №                   | Название                                            | Авторы                  | Длительность |
| ------------------- | --------------------------------------------------- | ----------------------- | ------------ |
| 1.                  | «Donna Lee»                                         | Майлз Дэвис             | 2:27         |
| 2.                  | «Come On, Come Over (при участии дуэта Сэм и Дэйв)» | Пасториус, Боб Херцог   | 3:54         |
| 3.                  | «Continuum»                                         |                         | 4:33         |
| 4.                  | «Kuru / Speak Like a Child»                         | Пасториус, Херби Хэнкок | 7:43         |
| 5.                  | «Portrait of Tracy»                                 |                         | 2:22         |
| 6.                  | «Opus Pocus»                                        |                         | 5:30         |
| 7.                  | «Okonkolé Y Trompa»                                 | Пасториус, Дон Элиас    | 4:25         |
| 8.                  | «(Used to Be a) Cha-Cha»                            |                         | 8:57         |
| 9.                  | «Forgotten Love»                                    |                         | 2:14         |
| Общая длительность: | Общая длительность:                                 | Общая длительность:     | 42:09        |

Бонус-треки на переиздании 2000 года
| №                   | Название                                  | Длительность |
| ------------------- | ----------------------------------------- | ------------ |
| 10.                 | «(Used to Be a) Cha-Cha (alternate take)» | 8:49         |
| 11.                 | «6/4 Jam»                                 | 7:45         |
| Общая длительность: | Общая длительность:                       | 55:13        |

## Участники записи
Donna Lee
Джако Пасториус (бас), Дон Алиас (конги)
Come On, Come Over
Джако Пасториус (бас-гитара), Дон Алиас (конги), Дэвид Пратер (вокал), Сэм Мур (вокал), Нарада Майкл Уолден (ударанные), Херби Хэнкок (фортепиано), Говард Джонсон (баритон-саксофон), Майкл Брекер (тенор-саксофон), Дэвид Сэнборн (альт-саксофон), Питер Грейвс (тромбон), Рон Тули (труба), Рэнди Брекер (труба)
Continuum
Джако Пасториус (бас), Ленни Уайт (ударные), Дон Алиас (колокольчики), Херби Хэнкок (фортепиано), Алекс Дарки (фортепиано)
Kuru / Speak Like A Child
Джако Пасториус (бас-гитара), Джо Малин (скрипка), Кермит Мур (виолончель), Чарльз МакКракен (виолончель), Джулиан Барбер (альт), Мэнни Варди (альт), Стюарт Кларк (альт), Гарольд Кохон (скрипка), Гарри Сикман (скрипка), Гарри Лукофски (скрипка), Дэвид Надиан (скрипка), Херби Хэнкок (фортепиано), Дон Алиас (конги, бонго), Бобби Эконому (ударные), Беверли Лордсен (виолончель),  Майкл Гиббс (струнная аранжировка)
Portrait of Tracy
Джако Пасториус (бас)
Opus Pocus
Джако Пасториус (бас), Дон Алиас (перкуссия), Отелло Молино (стальные барабаны), Лерой Уильямс (стальные барабаны), Ленни Уайт (ударные), Уэйн Шортер (сопрано-саксофон)
Okonkole y Trompa
Джако Пасториус (бас), Дон Алиас (конги), Питер Гордон (валторна)
(Used to be a) Cha Cha
Джако Пасториус (бас), Дон Алиас (перкуссия), Ленни Уайт (ударные), Херби Хэнкок (фортепиано), Хьюберт Лоус (флейта-пикколо)
Forgotten Love
Джако Пасториус (бас), Селварт Кларк (альт), Алан Скулман (виолончель), Беверли Лауридсен (виолончель), Кермит Мур (виолончель), Чарльз МакКракен (виолончель), Эл Браун (альт), Джулиан Барбер (альт), Мэнни Варди (альт), Гомер Менш (бас), Ричард Дэвис (бас), Арнольд Блэк (скрипка), Макс Полликофф (скрипка), Мэтью Раймонди (скрипка), Гарольд Кохон (скрипка), Гарри Сикман (скрипка), Джо Малин (скрипка), Пол Гершман (скрипка), Гарри Лукофски (скрипка), Дэвид Надиен (скрипка), Херби Хэнкок (фортепиано)
(Used to be a) Cha Cha (alternate take)
Джако Пасториус (бас), Ленни Уайт (ударные), Дон Алиас (конги), Херби Хэнкок (фортепиано), Хьюберт Лоус (флейта-пикколо)
6 / 4 Jam
Джако Пасториус (бас-гитара), Ленни Уайт (ударные), Дон Алиас (конги), Херби Хэнкок (фортепиано)